# 胡薩爾卡
胡薩爾卡是位於烏克蘭東南部的村莊，由扎波羅熱州波洛希區的卡姆揚卡市鎮負責管轄。該村始建於1808年，面積2.37平方公里，海拔高度226米，2001年人口1,207，人口密度每平方公里50.9人。